# Anton Makarenko

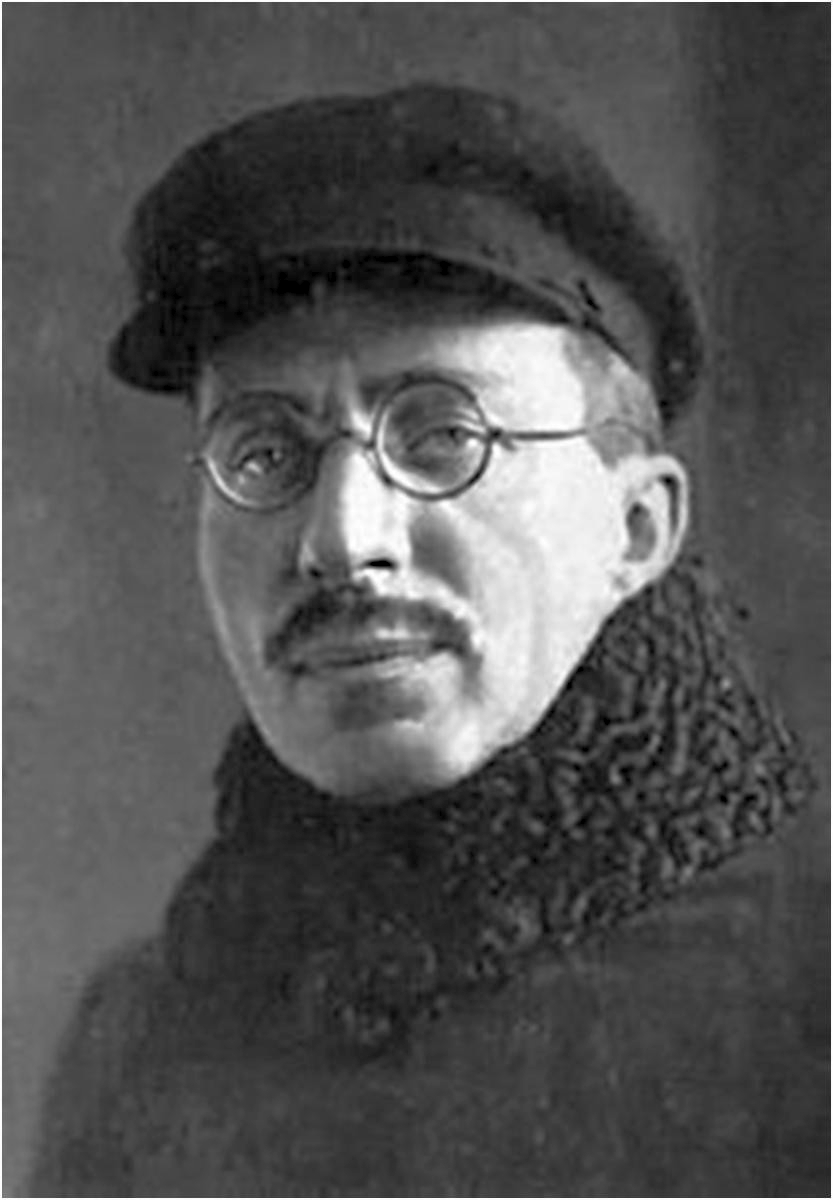
Anton Makarenko.

Anton Semjonovitsj Makarenko (Russisch: Антон Семёнович Макаренко) (Belopolje, (Gouvernement Charkov, keizerrijk Rusland) 13 maart 1888 - Golitsyno, (Oblast Moskou), 1 april 1939) was een Russische pedagoog en schrijver.

## Leven en werk
Makarenko werd geboren als zoon van spoorwegarbeiders. Na de middelbare school sloot hij in 1904 een eenjarige pedagogische opleiding af en werkte daarna als onderwijzer, later als leraar Russisch en tekenen op een tweeklassige school voor kinderen van spoorwegarbeiders. In 1918 werd hij hoofd van een school in Krjoekov (Krementsjoek). 
Vanaf 1920 wijdde Makarenko zich aan de opvoeding van jeugdige delinquenten. Van 1920 tot 1928 werkte hij als pedagoog in beroemde ‘Gorki-kolonie’ bij Poltava, die dakloze kinderen opnam, en van 1927 tot 1935 in de Dzerzjinski-commune bij Charkov. Makarenko probeerde van wezen en wetsovertreders bewuste, geïntegreerde burgers van de Sovjetmaatschappij te maken, anders gezegd: hen voor te bereiden op een leven in een socialistische en collectivistische maatschappij. Zijn belangrijkste pedagogische principe was dat het collectief automatisch opvoedt tot collectief handelen.
Makarenko schreef vanuit dezelfde gedachte een grote hoeveelheid communistische ontwikkelingsromans, waarvan De weg naar het leven (1933-1935) wel het beroemdste voorbeeld is. Dit later tot standaardwerk verheven ‘poëem’ was in de Sovjet-Unie, maar ook in het Westen populair. Het is doordrongen van romantisch pathos en oprecht optimisme van de opvoeder; het probeert aan te tonen dat de mens kan worden heropgevoed en dus veranderd.
Makarenko ontving in 1939 de Orde van de Rode Vlag van de Arbeid. Kort daarna stierf hij plotseling tijdens een treinreis en werd begraven te Moskou op de Novodevitsji-begraafplaats, dat bij het Novodevitsji-klooster hoort.